# 北辰科技园北站
北辰科技园北站是一个位于中国天津市北辰区双街镇北辰科技园东側，属于天津地铁5号线的地铁车站。于2019年1月31日启用。未来此站还将接驳通武廊市域铁路（津武线）。

## 车站结构
北辰科技园北站为半地下车站，有一座岛式站台，设四处出入口。
| 地面          | 车站出口           |                                                  |
| 地下一层 站厅 | 站厅               | 客服中心、自动售票机、验票机、查詢機、車站站務室 |
| 地下二层 站台 | 站台               | █ 5号线終點站 落客站台                           |
| 地下二层 站台 | 岛式站台，左側開门 |                                                  |
| 地下二层 站台 | 站台               | █ 5号线往京华东道（丹河北道）                    |

## 车站出口
北辰科技园北站共设4个出口，各出口及周围设施如下所示：
|          |      |                  |                              |
| 出口编号 | 照片 | 地点             | 可到达目的地                 |
| 出口 · A |      | 北辰郊野公园西侧 |                              |
| 出口 · B |      | 北辰郊野公园西侧 | 普利司通（天津）轮胎有限公司 |
| 出口 · C |      | 北辰郊野公园西侧 | 北辰郊野公园西门             |
| 出口 · D |      | 北辰郊野公园西侧 |                              |

## 换乘交通
因附近道路交通不完善，目前该站暂无公交线路接驳。

## 图集
- 站名大字壁
- 上客站台
- 落客站台